# Eduardo Francisco de Silva Neto
Eduardo Francisco de Silva Neto (født 2. februar 1980) er en brasiliansk fodboldspiller.